# Serial prawniczy

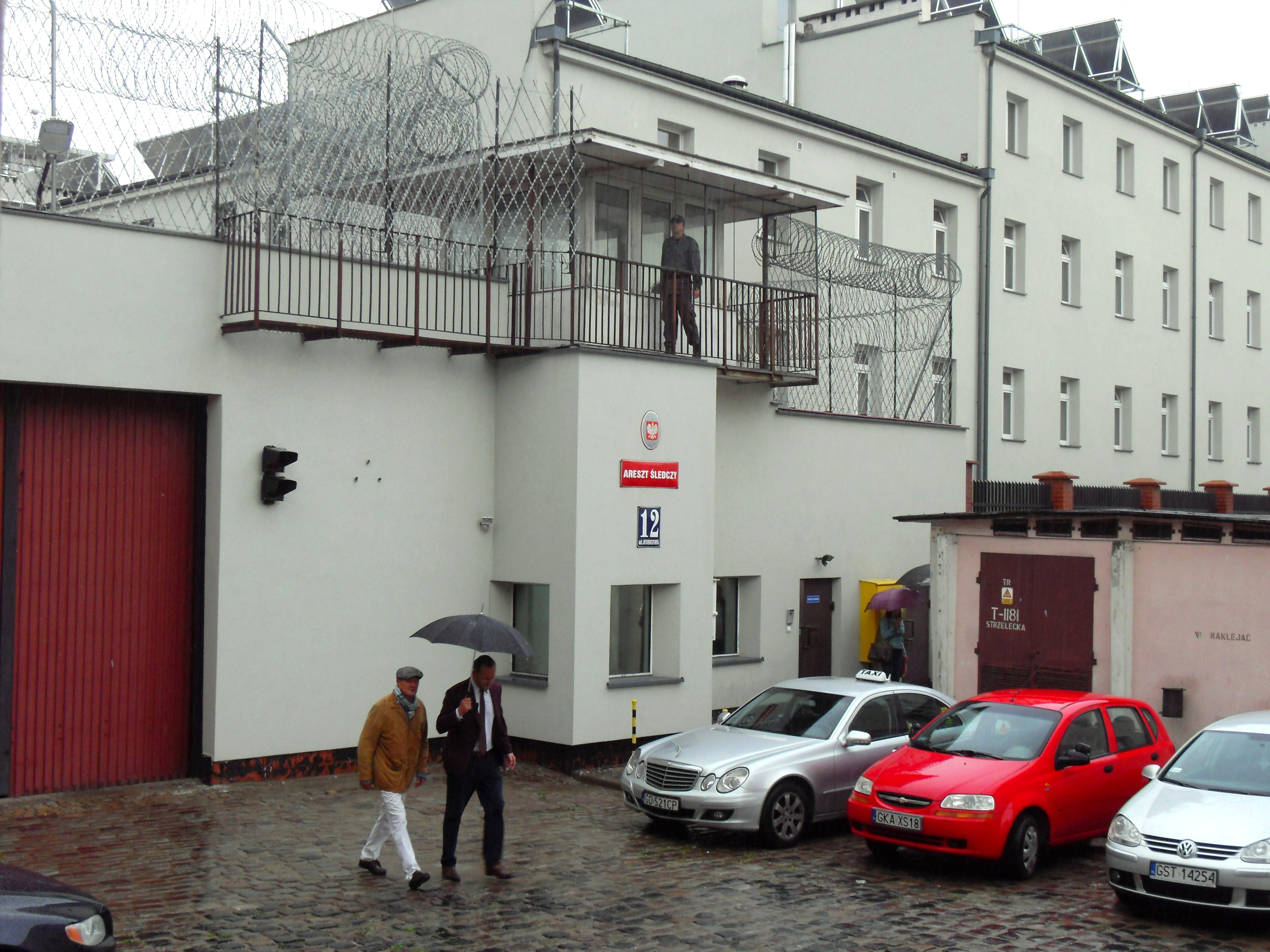
Scena z serialu Prawo Agaty, Areszt Śledczy Gdańsk

Serial prawniczy – seryjna fikcyjna produkcja dramatyczna, opowiadająca o prawie, przestępstwach, karze i zawodach prawniczych. Kategorię można podzielić na seriale sądowe oraz thrillery prawnicze. Odpowiedniki gatunku występują w filmach fabularnych i literaturze.
Ponieważ celem twórców seriali prawniczych jest tworzenie ciekawych, trzymających w napięciu historii, upraszczają one obraz działania instytucji prawnych. W wielu krajach (np. w Stanach Zjednoczonych) większość spraw cywilnych i karnych odbywa się poza sądami. Tymczasem w produkcjach telewizyjnych uwypuklane są procesy na salach sądowych, umożliwiają one bowiem zobrazowanie konfliktu między uczestniczącymi stronami. Skupiają się również na sytuacjach, w których widoczna jest jawna niesprawiedliwość lub powód czy obrońca jest w jakiś sposób niezwykły. Efektem tego jest powoływanie się na niepoczytalność znacznie częściej niż dzieje się to w prawdziwym życiu. Eksponowane są również takie obszary procesów, które mogą być w łatwy sposób pokazane w dramatycznej formie, czyli argumentacja (przekonywanie) słowne, a pomijane trudniejsze do prezentacji tworzenie pisemnych stanowisk stron.
Gatunek popularny w Stanach Zjednoczonych obejmuje zarówno pozycje typowo dramatyczne jak np. Prawnicy z Miasta Aniołów (1986), Prawo i porządek (1990), który jest najdłuższym serialem prawniczym w historii telewizji, liczący 20 sezonów, Kancelaria adwokacka (1997), oraz łączące elementy dramatu i komedii lub tematyki obyczajowej jak np. Gdzie diabeł mówi dobranoc (1992), Ally McBeal (1997), Potyczki Amy (1999), Orły z Bostonu (2004), Jej Szerokość Afrodyta (2009), Żona idealna (2009), W garniturach (2011).
Do polskich przedstawicieli gatunku należą fabularno-dokumentalne sądowe seriale: Werdykt (Polonia1, 1998 i Tele 5, 2002) i Sędzia Anna Maria Wesołowska (TVN, 2006–2012, od 2019), Sąd rodzinny (2008–2012) oraz fabularne: Zespół adwokacki (TVP, 1994), Magda M. (TVN, 2005–2007), Prawo Agaty (TVN, 2012–2015), O mnie się nie martw (TVP, od 2014), Chyłka (TVN, od 2018)